# الطريق الضيق لعمق الشمال
رواية الطريق الضيق لعمق الشمال (بالإنجليزية: The Narrow Road to the Deep North)‏، رواية للكاتب الأسترالي ريتشارد فلاناغان، تجمع بين قصة حب رائعة وبين معاناة الإنسان وحياة المحاربين،".

## الاحداث
الراوية تجري خلال بناء خط سكك الحديدية في بورما المعروفة باسم ميانمار خلال الحرب العالمية الثانية. وتروي قصة حب جميلة.

## جوائز
فازت الرواية بجائزة مان بوكر في 15 أكتوبر عام 2014، والبالغة قيمتها 50 ألف جنيه استرليني.

## وصلات خارجية
- ملف عن الرواية جريدة البيان 14\11\2014